# Laura Comstock's Bag-Punching Dog
Laura Comstock's Bag-Punching Dog è un cortometraggio muto del 1901 diretto da Edwin S. Porter.

## Trama
Mannie, il cane della stella del vaudeville Laura Comstock, è stato addestrato per tutti i tipi di trucchi.

## Produzione
Il film fu prodotto dalla Edison Manufacturing Company.

## Distribuzione
Distribuito dalla Edison Manufacturing Company, il film - un cortometraggio di 30,48 metri - uscì nelle sale cinematografiche degli Stati Uniti il 27 aprile 1901.